# Sychesia dryas
Sychesia dryas är en fjärilsart som beskrevs av Pieter Cramer 1775. Sychesia dryas ingår i släktet Sychesia och familjen björnspinnare. Inga underarter finns listade i Catalogue of Life.